# Sylvie Fréchette
Sylvie Fréchette   (Montreal, 27 de juny de 1967) és una nedadora quebequesa de natació sincronitzada retirada que va ser campiona olímpica als Jocs Olímpics de Barcelona 1992, en el concurs individual. Al llarg de la seva carrera va obtenir 65 medalles internacionals, entre les quals 25 medalles d'or.

## Carrera esportiva
Començà a nedar de ben jove i debutà en la pràctica de la natació sincronitzada al club Synchro de Montreal, sota la supervisió de l'entrenadora Julie Sauvé.
L'èxit internacional havia començat el 1986 en guanyar l'or dels Jocs de la Commonwealth en la prova individual, a més de l'or en la prova per equips al Campionat Mundial FINA. Als Jocs de la Commonwealth del 1990 celebrats a Austràlia va ser la primera nedadora sincronitzada que rebia una nota perfecta de tots els jutges en la prova individual. Guanyà el Campionat del món en el concurs individual el 1991.
A les Olimpíades de Barcelona 1992 va guanyar la medalla d'or en la competició individual, empatada amb l'estatunidenca Kristen Babb-Sprague, ambdues per davant de la japonesa Fumiko Okuno (bronze). Es donà el cas que un error tècnic d'un jutge la relegà del lloc que realment li corresponia. Després de la revisió del seu expedient, al cap de 16 mesos el COI li atorgà la medalla d'or durant una cerimònia emesa a tot el país.
Quatre anys després, en els Jocs Olímpics de 1996 celebrats a Atlanta (Estats Units), va guanyar la medalla de plata en el concurs per equips, després dels Estats Units (or) i per davant del Japó (bronze), al costat de les seves companyes d'equip que van ser: Karen Clark, Janice Bremner, Karen Fonteyne, Christine Larsen, Erin Woodley, Cari Read, Lisa Alexander, Valerie Hould-Marchand i Kasia Kulesza.
Un cop retirada de l'esport amateur participà en un projecte amb el Cirque du Soleil, en un espectacle titulat "O", en què era alhora artista, coreògrafa i entrenadora.